# Јохан Хевелије
Јохан Хевелије (лат. Johannes Hevelius, пољ. Jan Heweliusz; Гдањск, 28. јануар 1611 — Гдањск, 28. јануар 1687) је био астроном и произвођач инструмената. Мада је рођен и готово цео свој живот проживео у Померанском војводству у оквиру Државне заједнице Пољске и Литваније, Хевелије је по рођењу и образовању био Немац, због чега га и Немци и Пољаци сматрају својим научником.

## Биографија
Хевелије се школовао у Гдањску, да би 1630. завршио права на Универзитету у Лајдену. Путовао је по свету боравивши у Лондону (1631) и Паризу (1632—1634). На путовању се упознао са радом Тиха Брахеа. По повратку у Гдањск 1634. године постао је члан гилде пивара, а следеће године се оженио Катарином Ребешке, богатом комшиницом (њени родитељи су били власници две куће до куће Хевелијуса).
Укључен и у локалне послове, Хевелије се од 1639. окреће астрономији као својој основној окупацији. Изградио је у својој кући опсерваторију 1641, која је укључивала и телескоп без тубуса жижне даљине 50 m који је сам конструисао (по Брахеовим идејама). Опсерваторију је назвао Sternenburg или Stellaburgum и у своје време је била најбоља опсерваторија у свету, док није уништена у пожару 1679. Након Катаринине смрти, оженио се по други пут 1663. године. Његова супруга, Елизабета, била је и његова сарадница у посматрањима.
Хевелије је умро у Гдањску напунивши 76 година, 28. јануар 1687.

## Рад
Јохан Хевелије је отац селенографије (географија Месеца) објавивши прво дело које се детаљно бавило описом Месечеве површине — Selenographia — 1647. године. Хевелије је тамне површине на Месецу назвао морима, што је термин који се и данас користи. Приликом картографисања Месеца, открио је појаву либрације.
Открио је 4 комете — 1652, 1661, 1672. и 1677. године, и претпоставио да се оне крећу око Сунца параболичним путањама (данас знамо да се комете крећу или елиптичним или хиперболичним путањама, док је парабола гранични сличај ове две класе). Кометама је посветио дела Prodromus cometicus (1665) и Cometographia (1668).
Дело Machina coelestis (1673) је посвећено астономским инструметима.
Након Хевелијеве смрти, Елизабета је објавила његов каталог звезда, Prodromus astronomiae, и пратећи атлас звезда, Firmamentum Sobiescianum, у којима је Хевелије увео нова сазвежђа:
- Ловачки пси
- Гуштер
- Мали лав
- Рис
- Лисица
- Штит
- Рис
- Кербер
- Mons Maenalus